# Klokkentoren van Banja Luka
De klokkentoren in Banja Luka bevond zich in de directe omgeving van de Ferhadijamoskee. Het was een nationaal monument van Bosnië en Herzegovina en was van grote historische waarde en vertegenwoordigde een specifiek openbaar object dat onmisbaar was voor de architectonische en stedenbouwkundige ontwikkeling van de stad Banja Luka.
De bouw van de klokkentoren was compositorisch en conceptueel nauw verbonden met de bouw van de Ferhad Pasha-moskee en andere gebouwen van de oude bazaar in Banja Luka. In de van Ferhat Pasha gevonden documenten kan worden geconcludeerd dat het rond 1587 is gebouwd. Volgens bepaalde gegevens is de Banja Luka-klokkentoren de oudste in Bosnië en Herzegovina.

## Bouw
De oorsprong en het chronologische kader waarin deze klokkentoren is ontstaan, zijn nog niet met zekerheid vastgesteld. Het werd gemaakt in de 16e eeuw. eeuw, dat wil zeggen ten tijde van de oprichting van de Bosnische Pashaluka in Banja Luka tijdens het bewind van de Ottomaanse gouverneur Ferhat Pasha (1574 - 1588)
De klokkentoren bestond uit één kamer en had aan de basis een bijna vierkante basis van 3,20 × 3,30 m. De muren waren ongewoon massief. Het had de vorm van een toren die geleidelijk versmalde tot een hoogte van 14,40 m, van waaruit het verticale deel van het nieuw gebouwde deel begon dat na de aardbeving van 1969 ontstond. De hoogte van de klokkentoren was 18,89 m en was afgewerkt met een vierhoekig tentdak. De entree bevond zich aan de zuidoostzijde van het gebouw en werd diverse malen gewijzigd, gerenoveerd en uitgebreid. Boven de halfronde opening waren de overblijfselen van een gebroken bakstenen boog zichtbaar, de zogenaamde buisje, en de plaats waar voorheen een stenen tablet met een epigram stond. Door bouwwerkzaamheden rondom de toren is het terreinniveau verhoogd, zijn de oorspronkelijke kasseien ingegraven en is de hoogte van de entree verlaagd. De klokkentoren is gebouwd van kalksteen, gedeeltelijk uitgehouwen blokken. De kwaliteit en het type steen waren verschillend, maar aan de buitenkant van de muur had gehouwen travertijn de overhand, terwijl de binnenmuur was gemaakt van zogenaamde "lauš-steen" (mergelkalksteen uit het Banja Luka-gebied, van lagere kwaliteit), zodat het een gemengde structuur geeft met in de buitenmuur in elkaar verwerkte blokken. De bovenste, nieuwe delen van het gebouw zijn gemetseld met eiertufsteen in cementmortel. De fundamenten van het gebouw waren gemaakt van grotere en regelmatige blokken kalksteen, eveneens verbonden met ongebluste kalk. Het gebouw stond op een 4 meter hoge wal, wat tot gevolg had dat het op een houten rooster stond, gemaakt van gezond eikenhout. Aanvankelijk tikte de klokkentoren de uren a la Turk aan. Tot het begin van de Tweede Wereldoorlog hing er op de klokkentoren een bel die de klok sloeg. Daarop stond een Latijnse inscriptie waarop geschreven stond "Ik werd uitgestort door Bartol Padovan anno domini MDI’’. De letters waren heel primitief gegoten. De bel stamde uit 1501.

## Restauraties
In de loop van de tijd sinds zijn oprichting heeft de klokkentoren een hele reeks veranderingen ondergaan, zowel qua uiterlijk als qua afmetingen, vooral qua hoogte. De meeste veranderingen vonden plaats in de 19e eeuw, toen de bovenste delen van het gebouw werden gemetseld. Deze verschijning is te zien op foto's uit de Oostenrijks-Hongaarse periode, en het is niet op betrouwbare wijze vastgesteld of deze is ontstaan als resultaat van een authentieke restauratie of vanwege de noodzaak om de hoogte van het gebouw te vergroten. In die tijd werd het gebouw verhoogd tot een hoogte van 22 m en kreeg het een halfronde opening aan de bovenkant, en naast de decoratieve kroonlijst onder de dakrand verschenen er decoratieve elementen in gips, zoals een decoratieve fries. Het stedenbouwkundig plan van Banja Luka uit 1975. de wederopbouw en terugkeer naar het oorspronkelijke doel ervan waren gepland.

## Sloop
De klokkentoren van Banja Luka werd in 1993 door militairen trouw aan de autoriteiten van de Servische Republiek gesloopt. Kort na de sloop van de Ferhadia-moskee. Wie er verantwoordelijk was voor de vernietiging is nooit vastgesteld alhoewel Radoslav Brđanin het bevel gaf voor de vernietiging van de Moskeeën van Banja Luka,noch zijn er maatregelen genomen om de daders voor de rechter te brengen.

## Wederopbouw
Wederopbouw, d.w.z. de hersamenstelling van de Banja Luka klokkentoren is nog niet in detail uitgewerkt, maar de conceptuele reconstructie ervan wordt vermeld als onderdeel van de algehele reconstructie van het Ferhadija-moskeecomplex.